# Maxi 77

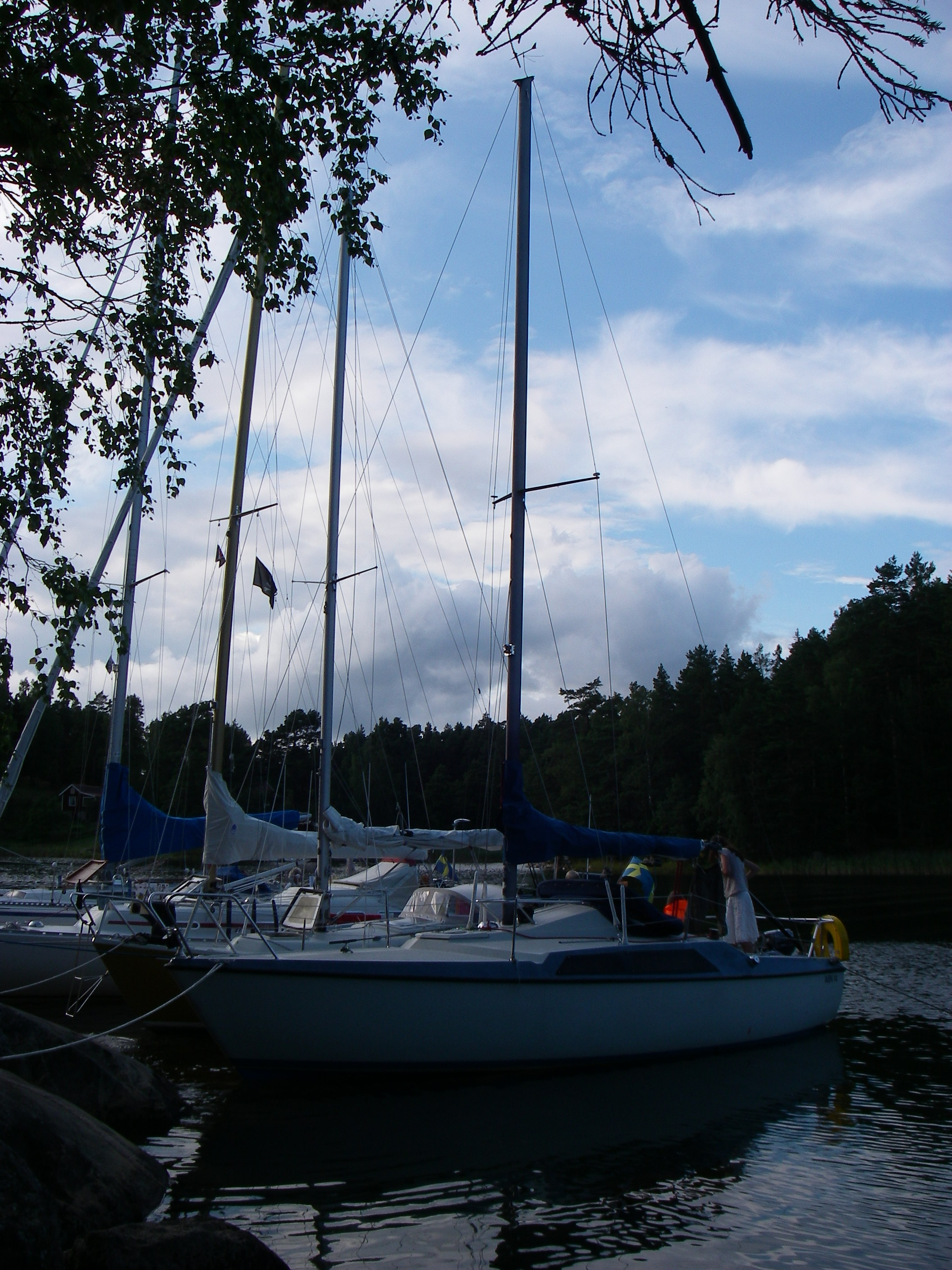
Maxi 77 från sidan

Maxi 77 är en segelbåt tillverkad i över 3900 exemplar mellan 1972 och 1982. "77" står för längden i dm, det vill säga båten är omkring 7,7 meter (7,62 för att vara exakt). Maxi 77 var den första Maxibåten som ritades. Som motoralternativ finns både inombordsmotor och utombordsmotor.

## Produktion
Båten tillverkades till att börja med av Erje Produkter AB i Mariestad, senare  Mölnlycke Marin AB och lanserades 1971. Maxi 77 tillverkades sedan under hela 1970-talet och ett par år in på 1980-talet, tills produktionen lades ner 1983. 
Båten är byggd i enkellaminat av glasfiberarmerad plast och har en fenköl av järn som utgör 800 kg av båtens totala 2000 kg. Ursprungligen var båten försedd med en av Pelle Petterson konstruerad rigg, men från 1978 ersattes den med en standardrigg från Seldén.

## Kappsegling
Maxi 77 har seglat i egen klass sedan 1972. Maxibåtarna seglar mycket bra för sin storlek, vilket ett SRS-tal på 0,849 skvallrar om. Detta kan jämföras med IF-båtens 0,819.